# Voltaire Foundation
La Voltaire Foundation est un centre de recherche de l'université d'Oxford, qui joue un rôle primordial dans notre connaissance du XVIIIe siècle, publiant l’édition de référence des Œuvres complètes de Voltaire, les correspondances de plusieurs grands penseurs français, ainsi que la prestigieuse collection des SVEC (Studies on Voltaire and the Eighteenth Century) consacrée aux études sur le siècle des Lumières.
La Voltaire Foundation fut créée par Theodore Besterman dans les années 1970 et est actuellement dirigée par  Nicholas Cronk. 

## Œuvres complètes de Voltaire
Il s'agit de la première édition critique des œuvres complètes de Voltaire, arrangée chronologiquement afin de suivre l'évolution de sa pensée. L'édition compte 205 volumes. Chaque écrit est mis en contexte par une introduction et est accompagné d’une riche annotation et de variantes textuelles. Le premier volume parut en 1968.

## Oxford University Studies in the Enlightenment
Plus de 500 livres, en français et en anglais, ont été publiés dans les Studies on Voltaire and the Eighteenth Century (anciennement SVEC), fondé en 1955. La collection a changé de nom en janvier 2014.

## Distinction
- 2010 : prix Hervé-Deluen de l'Académie française